# Convention de 1818

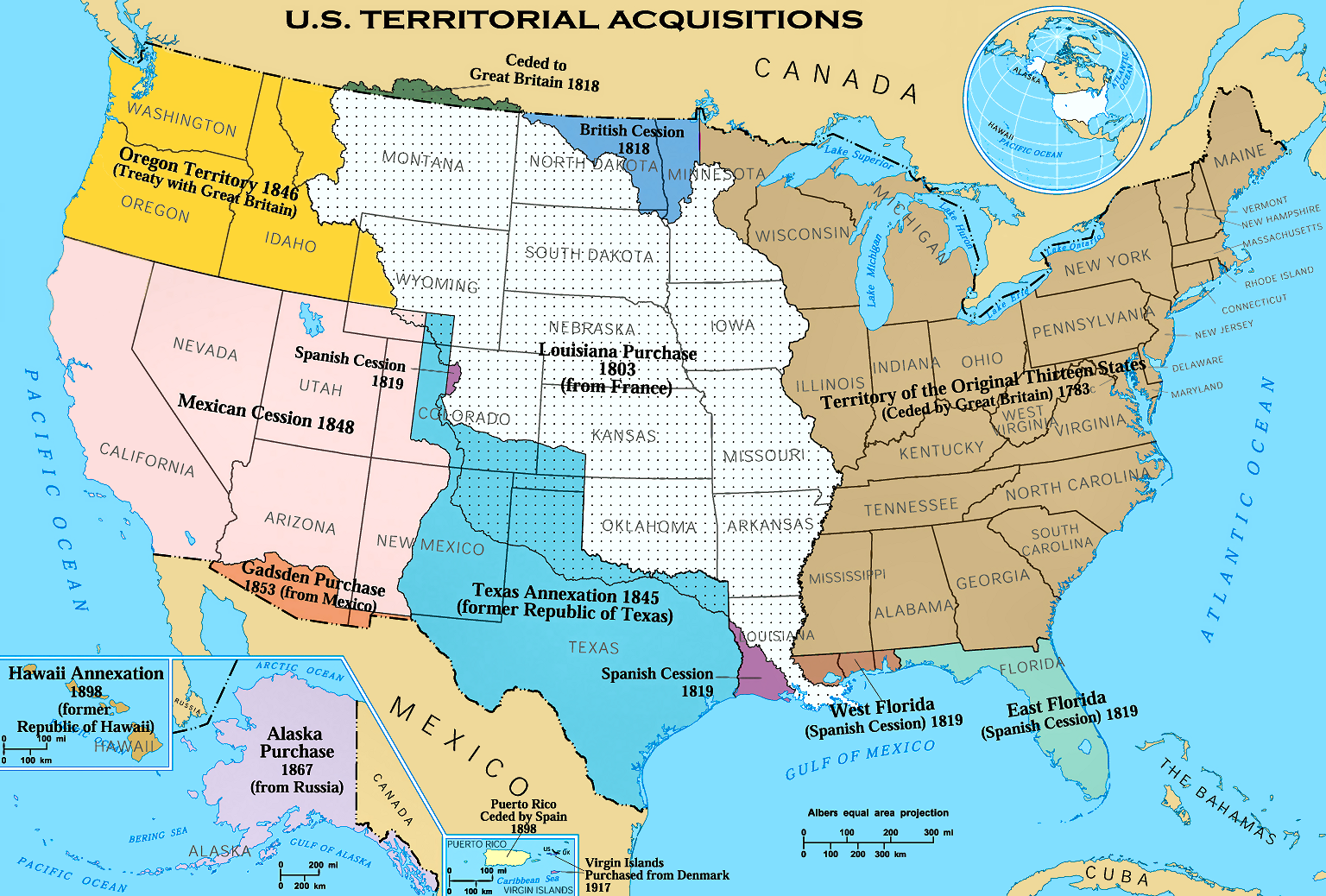
Carte des différentes acquisitions territoriales des États-Unis.

La convention de 1818 est un traité signé entre les États-Unis et le Royaume-Uni, qui gouvernait alors le Canada, en vue de définir la frontière entre les deux pays. La convention trace la frontière entre le lac des Bois et les montagnes Rocheuses en empruntant le tracé du 49e parallèle nord, fixant ainsi la limite du Territoire du Missouri.
La frontière a été prolongée davantage à l'ouest en 1846, lors de la signature du traité de l'Oregon.